# Takara no yama
Takara no yama (宝の山, La muntanya del tresor) és una pel·lícula japonesa muda de comèdia dirigida per Yasujirō Ozu i estrenada el 1929.
La pel·lícula i el seu guió es consideren perduts.

## Sinopsi
Comèdia melodramàtica sobre una jove geisha tradicional i una noia moderna.

## Repartiment
- Tokuji Kobayashi: Tanjirō
- Yurie Hinatsu : Somekichi, la geisha
- Mariko Aoyama : Mugihachi
- Fumiko Okamura: Chōko, la noia moderna
- Chōko Iida: la matrona de la casa de geisha
- Tomoko Naniwa : Konami, una geisha
- Takiko Wakami : Wakayū
- Kyoko Itokawa : Otake, una serventa